# Interior tirolés
Interior tirolés és una pintura de 1915 de John Singer Sargent. Forma part de la col·lecció del Metropolitan Museum of Art de Nova York.
Probablement va ser pintat a Sankt Lorenzen al Tirol en un antic castell convertit en casa de camp. Representa una família de camperols a l'àpat del migdia sobre un fons ple d'objectes religiosos.
L'obra es pot veure a la galeria 770 del Metropolitan Museum of Art.